# イオンモール須坂
イオンモール須坂（イオンモールすざか）は、長野県須坂市大字福島で開業予定のショッピングモールである。2025年（令和7年）10月3日に開業予定。

## 概要
須坂市中心部から南西に約3km、長野市中心部からは東に約8kmに位置する。北信地方全域及び東信地方西部からの幅広い集客が期待できる立地としている。
コンセプトは「このまちで ずっと つながる つなげる」。
鉄骨造・地上3階（一部4階）建てを建設。外観は雄大な山々と緑溢れる須坂市の景観に配慮しながら、グレーと白を基調としたモダンなカラーリングと象徴的な大屋根で構成。イオン直営を除く売り場面積は約6万3千平方メートル。出店数は約170店舗。このうち57店舗が県内初進出で、45店舗が北信地域としては初出店。また、地元に本社を置く企業32店舗が出店。イオンモール松本を抜いて長野県内最大規模となる見込み。
バラエティー豊かなグルメゾーン、子どもやペットと一緒に散策できる庭園などが特徴。全天候型アミューズメント施設、映画館なども設ける。小型犬や猫を連れての買い物も可能としており、主要顧客とするファミリー層の獲得に注力。イオンモールは「買い物や食事だけでなく、人が出会い、つながれる地域の交流拠点を目指す」としている。広域からの集客に期待し、年間来店客数は約750万～800万人を見込む。
1階メインエントランス付近の約4500平方メートルのオープンガーデン「SUZAKAノ庭縁（ていえん）」は「地域連携の庭」、「キッズの庭＆環境共生の庭」、「イベントの庭」、「集いの庭」の4つで構成。地域連携の庭は、長野県須坂創成高等学校の生徒が提案したデザインを反映させた。植栽の一部は生徒自ら植付を行い、須坂創成高等学校と連携して維持管理を行う。集いの庭には、臥竜公園と同じ桜を植える。
イオンモール須坂を『地域共創』と掲げ、「地域資産や魅力を再発見し、地域と連携し文化や資源を磨き発信する場、そして多世代で楽しめる憩いの場を、地域の皆さまと共創する」としている。
2021年（令和3年）9月に出店を発表。当初は2024年（令和6年）春に開業を予定したが、建築資材の高騰や建設現場での人手不足の影響を受け、2023年（令和5年）8月のプレスリリースにて2025年（令和7年）秋に開業の延期を発表した。
インター須坂産業団地の「観光集客施設用地」の中核施設である。観光集客施設用地にはルートイン、「ホームセンタームサシ」を展開するアークランズも隣接して大型店を出店。周辺にはロードサイド店舗が構えており、一帯が商業エリアとなる。

## 沿革
- 2015年（平成27年）7月 - 須坂市、須坂市議会に三重県の土地コンサルタント会社「株式会社長工」から、インター須坂流通産業団地西側の農地を商業施設に開発・計画する構想の説明を受ける[18][19][20]。
- 2019年（令和元年）9月 - 長工が長野県へ申請していた地域経済牽引事業計画が、イオンモール予定地を含む須坂長野東IC周辺地区の開発計画（物流関連産業施設用地と観光集客施設用地）20日付で承認された[21]。
- 2021年（令和3年）
  - 6月 - 長工がイオンモール予定地を含む「観光集客施設用地」の造成工事を発注・着手[22]。
  - 9月 - イオンモールが出店を正式に発表。2024年春開業を予定した[6]。
- 2023年（令和5年）
  - 3月 - 造成工事が完了し、イオンモールに土地を引き渡す[23]。2024年春に開業予定のイオンモール須坂について長工は「開発規模が大きいため、建築資材の高騰などによる影響が大きく、社内で開業時期も含めた事業全体の調整を進めているとの報告をいただいている」とした[23]。
  - 8月 - イオンモールが詳細の計画を発表した。当初2024年春開業予定としていたが開業時期が2025年秋に延期された[4]。
- 2024年（令和6年）
  - 3月 - イオンモールが建設工事の着工を発表した[5]。後日、起工式を挙行[24]。式には須坂市長、長野県副知事などの関係者が出席[3]。
  - 6月 - 施設名称が『イオンモール須坂』と正式決定した[25][26][27]。
- 2025年（令和7年）
  - 6月 - イオンモールが報道陣などを対象にした全体概要説明会を開いた[28][29]。テナントや開業日等の詳細な施設概要を明らかにした。
  - 10月3日 - グランドオープン（予定）。

## 主要テナント
現在のテナントの詳細は、公式サイトのショップガイドを参照。
- イオンスタイル須坂（中核店舗）[30]
- イオンシネマ須坂（後述）

### イオンシネマ須坂
須坂市初のシネマコンプレックス。IMAXシアターを含む全9スクリーンを備え、そのすべてにレーザープロジェクターが導入される。IMAXに関しては県内で約18年ぶり、北信地方では初となり、またIMAXレーザーとしては県内含む甲信地方で初導入となった。その他、最新の12chサウンドシステムも投入する。
IMAXシアターを含む全9スクリーンにレーザープロジェクターを採用。どのスクリーンでも、明るく色彩豊かで高コントラストな映像を実現。
劇場内の全座席には、両肘付きの独立シートを導入することで、パーソナルスペースを重視した快適な鑑賞環境を整備するとしている。

## 出店までの経緯

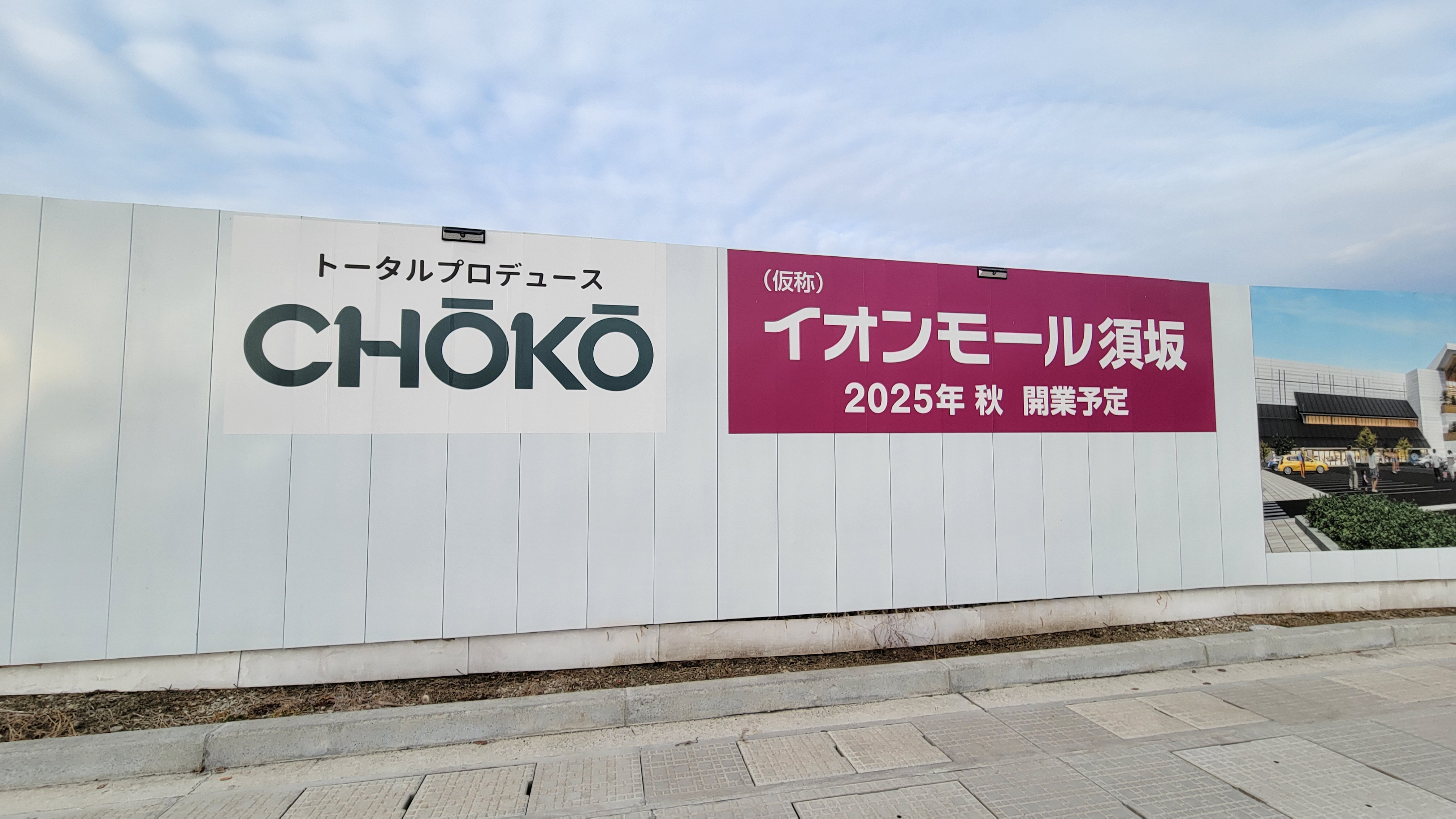
株式会社長工とイオンモールとの連名。

2015年（平成27年）7月に須坂市、須坂市議会に土地コンサルタント会社「株式会社長工」（三重県）からインター須坂流通産業団地西側の農地を商業施設に開発したいと計画する構想の説明を受けた。千曲川に近いことから、災害時は避難できる広域防災拠点型商業施設を提案。提案書『スザカモールプロジェクト～次世代型商業施設・広域防災拠点の取り組み』によると、対象は長野・北信地域の住民60万人強と観光客。イオンモールの賛同を得ていて、イオンモールが出店を検討していた。しかし、予定地はほとんどが農地のため、開発が厳しく規制されていた。長工の田中康雄会長は「北信にあつい思いがある。防災拠点と商業施設を融合したまちづくりの提案で、農地法などクリアしないとならない課題は重々分かっているが、可能性がないことはないと思っている」と述べた。報道陣の取材に答えた複数の市議からは「中心市街地に影響が大きく、衰退や疲弊に追い打ちをかける」、「商業観光面で連動させ、須坂の魅力が上がるプラス面を生かす市のまちづくりビジョンが必要になる」とした。
また、須坂市商店会連合会会長は「市外から（イオンモール出店に）危機感を持った問い合わせがあり、市商連として多面的に情報収集し、判断していきたい。市のあるべき将来像を考えていく時期にある」と答えた。
同年8月、出席者から見解を求められた須坂市の三木正夫市長は、長工の説明で構想は広域防災拠点型商業施設とされることから「千曲川沿岸にとっては大切な施設になると思う」とし、施設内容については「聞いた限りでは農業、商業、観光、交流などにメリットがあると思う。ただ、市民の一部には市中心部などの商店に影響するのではとの意見もある」と述べた。その後、三木市長は明確な立場を明らかにしなかったが、協議会3回目の会合にて三木市長は「今後、できるだけ早い時期に結論を出したい」とした。
同年12月、三木市長は須坂市議会一般質問にて「立地に向けて積極的な支援をしていく」と表明した。今後、建設実現に向けて、市として計画地の用途変更手続きなどに取り組むとした。一方で、「土地利用に関する規制が非常に厳しい。これらをクリアしなければならない」との認識も示した。判断に至った理由について、市が設置した協議会や市内外からの意見、各種アンケート結果のほか、県商圏調査で須坂市は衣料品や文化品の市内での購入率が低く、また、市民意識調査で商業活性化に対する満足度が低かったことなどを踏まえて「広く消費者視点から考えると大型商業施設に対する賛成の度合いが高い」と述べた。
さらに、最近は各地の大型商業施設で、地元商店がテナントに入る割合が高くなってきていることなどから「大型商業施設と地元の共創の時代になってきている」とし、加えて、農産物直売所開設による農業振興や、観光拠点などとして、北信広域にとってもプラスになるとした。一般質問後の報道陣の取材に対し、三木市長は地元商店への影響について「影響がないということはないと思うが、今残っている商店は努力して厳しい競争を生き残った店」とし、佐久の岩村田商店街を例に「大型商業施設ができて空き店舗が増えたが、その後努力して元気になった。モデルケースだと思う。大事なのは商業者自身が消費者のニーズを捉え、工夫していくことだと思う」と述べた。三木市長の表明を受けて、須坂商工会議所会頭は「計画実現に向けた大きな一歩。商議所として賛成、反対の段階ではなく、大型商業施設と地元が共存共栄できるように、どうすればいいか検討していきたい」と話し、市商店会連合会会長は、大型商業施設や人口減少などを見据えて「本質的に須坂が変わらなければ。そのためのまちづくりをしていかなければならない。まちづくりを考えるスタート」と話した。
2016年（平成28年）2月に市庁内にプロジェクトチームを発足させ、今後、立地を可能にするための土地の用途変更などに向けて、国や県と具体的な調整に入るとした。須坂市議会3月定例会代表質問と一般質問にて、三木市長、市まちづくり推進部長は計画地は市街化調整区域、農用地で規制が厳しいとし、「（立地可能な市街化区域への編入などの見通しは）不透明。手続きは数年かかる」と述べた。立地に向けて最大の課題は「計画地が市街化調整区域で、なおかつ農業振興地域農用地のため、農振除外及び農地転用の調整をした上で、市街化区域への編入が必要。平成21年度に農地法が改正されて以降、特に大型商業施設の立地は難しくなっている」と述べた。市議の「須坂市と同じ条件の下で大型商業施設の立地が成立した所はあるのか」の質問に、市まちづくり推進部長は「農用地から除外、転用し、開発許可を得て行った事例は把握していない」と答えた。
2017年（平成29年）1月、市議会のインター周辺等開発特別委員会で、開発計画の進捗状況について説明した。イオンモールを含む農地約35ha（当時）の計画地を開発可能にするための土地調整に向けて、2016年（平成28年）10月に農林水産省関東農政局に計画概要などを説明して以降、指摘のあった課題などについて県の関係部局と協議しているという。計画地は開発が厳しく規制されている市街化調整区域・農用地であることから、一般的には市街化区域に編入することで開発が可能となるが、市街化区域の拡大は将来の人口規模などを想定して行うため、須坂市は人口減少傾向であることから、難しいと予想。加えて、10ha以上の集団的農用地は市街化区域に含めないことになっている。そのため、市は別の手法も検討していることを明らかにし、市街化調整区域のままでも「地区計画」を策定することなどで開発が可能になると説明した。その場合でも国や県と農振除外、農地転用の協議や許可を得なければならず、市まちづくり課長は「計画する約35haの農地開発を認めてもらうのは至難の業」と述べた。
同年7月31日に地域未来投資促進法が施行される。これにより、この法律による支援措置を活用し開発を進める。
2019年（平成31年）2月、 須坂市は地域未来投資促進法に基づいて進める方針のインター北側の大規模開発計画のうち、高速道路西側の大型商業施設と流通団地計画地一帯の約37.8ha（当時）について、県に申請していた土地利用調整計画が同意を得たと発表した。今後、長工が地域経済牽引事業計画を作成する予定で、県の承認が得られれば開発が可能になる。土地利用調整計画の同意を得たことで、地域経済牽引事業計画が承認されれば、農振法の農用地区域からの除外や、農地法の農地転用が可能になる。都市計画法でも市街化調整区域として規制されているが市は「地区計画」を策定することでクリアできると見込む。市まちづくり課は「大きな課題だった土地規制解除のめどが立った。今後は民間が主体となって進める形になるが、市として協力できることがあればしていきたい」と述べた。提出した計画書では以下の事業計画を盛り込んだ。

・観光資源や観光情報等を発信する「インフォメーションセンター」

・農産物やその加工品、広域の観光集客につながる商品等をそろえた「GMS・アウトレット」

・農産物を用いた郷土食や四季を感じさせ、観光集客につながる食を提供する「ダイニング」

・観光資源等を活かした体験型観光ツアー等を提案する拠点施設、冬季でも楽しむことができる全天候型の体験型アミューズメント施設等を備えた「エンターテイメント」

・イベントの場の提供、健康長寿発信都市・須坂と連携したヘルス・ウェルネスをテーマとしたコンテンツの提供等の「イベント」

・外国人観光客への対応や地域の魅力を世界に発信する「インバウンド対応」

・周遊型観光及びクルマ利用者に対応した「滞在拠点」

・パークアンドライドとしての活用も可能な駐車場、路線・観光バス等のターミナル機能を有する「交通拠点」を含めた拠点づくりを行う。—須坂市土地利用調整計画（須坂長野東インターチェンジ周辺開発計画区域【高速道路西側部分】）
開発地は農地であったが、調査では水稲が約60%、果樹が約20%、その他約20%であり、このうち水稲耕作者は自給的農家が大部分を占めていたことから、農業関係の要望はないという。2016年（平成28年）に行った開発計画に対する地権者の意向調査で約95%が「協力する（条件付き含む）」という結果であった。また、調査で代替地での営農を希望する地権者の意向も確認できたことから、市の「農地バンク制度」に登録されている計画地周辺の農地を代替地として紹介することで農地の利用集積への支障は生じないとした。
2019年（令和元年）5月、信濃毎日新聞が須坂長野東インター北側にイオンモール出店構想の取材に対し、イオンモールは「全国に多くある出店候補地の一つ」とした。
同年9月、長工が県へ申請していた地域未来投資促進法に基づく地域経済牽引事業計画が20日付で承認されたとした。
2020年（令和2年）10月、市は農地転用・開発行為の許可申請に向けて準備を進めていると説明した。農振除外と地区計画決定は7月にされた。市が道路整備を、開発事業者の長工が造成計画を説明した。市は農地転用、開発行為許可が下りた後に業者による用地取得を進めるとする。
2021年（令和3年）6月、長工がイオンモール予定地を含む「観光集客施設用地」の造成工事を発注・着手。観光集客施設用地の建物部分は当初の計画より盛り土して上げる方針と説明した。
同年9月、イオンモールが出店を正式に発表。同年10月、名称を巡っては、須坂市・市議会・商工会議所は『イオンモール須坂』とするよう、イオンモールに要望書を提出。
2023年（令和5年）3月、造成工事が完了し、イオンモールに土地を引き渡す。2024年春に開業予定のイオンモール須坂について長工は「開発規模が大きいため、建築資材の高騰などによる影響が大きく、社内で開業時期も含めた事業全体の調整を進めているとの報告をいただいている」とした。
同年8月、イオンモールが詳細の計画を発表した。当初2024年（令和6年）春開業予定としていたが開業時期が2025年（令和7年）秋に延期された。
2024年（令和6年）6月に名称が正式に決定された。これに対し、市議会6月定例会開会あいさつで三木市長は「県内最大級の商業施設の名称に『須坂』が入ることで須坂市の知名度向上につながる」と期待し、北信地方の活性化とにぎわい創出に向け、イオンモール須坂と連携していく姿勢を改めて強調した。
2025年（令和7年）6月にイオンモールが報道陣などを対象にした説明会の中で、イオンモール須坂のゼネラルマネージャーは「単なるお買い物だけのショッピングセンターだけでなく、観光集客施設という位置づけなので、北信全体の交流人口増加やにぎわいに何かしらの形で貢献していきたい」、「須坂にイオンモールができて良かったと思っていただけるよう努めていきたい」と述べた。
開発の効果がもたらす恩恵について三木市長は「雇用の創出、移住定住による人口減少の抑制、農産物など市の特産物の消費拡大、税収の増加に加え、防災協定の締結による防災拠点の確保についても協議を進めている。災害時の避難場所や物資供給拠点を確保できることから重要な施設になる」と説明した。
須坂商工会議所の会頭はイオンモール出店に際し、市外への消費者の流出を阻止できることや、新たな雇用の創出にもつながると期待し、前向きに受け止めている。

### 千曲市のイオンモール誘致
2016年（平成28年）5月に、イオンモールが千曲市屋代地区にも出店を検討していることが報じられた。話が表面化したのは2015年（平成27年）9月ごろ。須坂市の開発予定地では敷地面積が14.3ha（当時）だったのに対し、千曲市の構想では20ha規模。計画が検討されていた場所は、上信越自動車道と長野自動車道が交わる更埴ジャンクションの南側。近くに上信越自動車道のスマートインターチェンジを設け、県内外の広範囲から集客を図るとしていた。

同地区へは1993年（平成5年）頃に上信越自動車道の建設着手などが発端で信州ジャスコ（当時）の進出計画が浮上していたが立ち消えし、断念した過去を持つ。
イオンモールは取材に「全国でいろいろな物件を探索している関係上、（自社が各方面に）話などを聞いているかもしれないが、現状で決定している事項はない」とした。千曲市の岡田昭雄市長（当時）は「大型商業施設の進出計画があるとは聞いている。地方創生につながるので関心を持ってみている」と話した。
同年6月、須坂市は30日の市議会全員協議会で、千曲市で持ち上がっている大型商業施設建設構想に関連した質問が相次ぎ、出席した長工の田中会長は「今のところ（イオンモールにとって須坂市と千曲市）両方が候補地。最終的には先に開発許可を得た方になると思う」との見解を示し、「現状からすると須坂市の方が、開発のスピードがこのままうまくいけば早いとみている」と述べた。中沢正直副市長は「いつまでに開発許可を得られるかは断言できないが、得られるようにスピード感を持って進める」と話した。
2020年（令和2年）には岡田市長が「20年度中にも誘致する企業を決めたい」としたが、話は須坂市より具体化せず2021年（令和3年）3月、千曲市議会3月定例会で、市が屋代地区で進めている開発計画について出店候補地の一つとしていたイオンモールの誘致交渉を中止し、誘致を断念したことを表明した。小川修一市長は計画地の今後について「大型商業施設を核とした開発を見直す」、「幅広い産業や文化」を集積し「新たなまちづくりに全力で取り組む」と述べた。信濃毎日新聞の取材に対し、イオンモールは「特段コメントすることはない」とした。

## 影響

### 周辺の交通渋滞
イオンモールの南側を通る長野県道58号長野須坂インター線は須坂市街地と長野市街地を結ぶ幹線道路で、今も車が集中する通勤時間帯などには渋滞が発生することから、イオンモールが開業するとさらに車が増え、渋滞が頻繁に起きることが懸念されている。

近くの長野市若穂地域の住民も生活道路として利用されている国道403号は慢性的な渋滞が積年の課題となっており、イオンモール開業で拍車がかかると懸念。2024年7月に「若穂バイパス建設期成同盟会」を立ち上げ、イオンモールに続く国道403号のバイパス整備を行政に訴え、「一日も早い整備を」と求めている。同盟会は通過交通の車両をバイパス側に誘導して国道403号の渋滞を抑制したい考えで、県や長野、須坂両市、イオンモール側と打ち合わせを重ねてきた。バイパスの具体的なルートは取材時点では検討中。同盟会会長は「大渋滞による住民への影響が予想される。バイパス工事は不可欠で、早期建設への活動を強化したい」と話した。
2025年（令和7年）5月、須坂市や警察など関係者30人が集まり、開業後の渋滞対策などを検討する会議が開かれた。須坂市まちづくり推進部は「特に開業時における交通混雑を回避すべく考えられる最大限の対策を講じたい」とし、これまで須坂市はおよそ60億円をかけ、アクセス道路の建設や、既存道路の拡幅などハード面の対策を進めた。他の対策として公共交通では観光集客施設エリアに路線バスの乗り入れが予定されているとし、「須坂市と長野市を結ぶバスの増便」、「信号のサイクルタイムの最適化」、「周辺の大型店舗の開店時期の分散」などが話に上がったという。市まちづくり推進部は「さらに対策を詰めて、皆さんに安全で安心して来てもらえるような協議を今後も重ねたい」と述べ、市は今後も関係団体と協議を重ねて、対策を講じていきたいとしている。

同年6月に開かれたイオンモールの説明会では、イオンモールが周辺の渋滞に触れ、「周辺に極力ご迷惑をおかけしないように。バスについてもですね。まだ今のところ確定しておりませんが、長野駅や須坂駅から巡回も協議の方を始めている最中でございます」とした。

### 須坂市中心市街地の空洞化
須坂市は市郊外のイオンモールを含むインター周辺開発による地域の活性化、生活環境の利便性向上に政策を転換。「須坂の社会・経済に大きな変化をもたらす起爆剤となり得る」と市職員は説明した。特に若年層や現役世代の定着に期待を寄せる。
計画に期待の一方で、計画地から約3km離れた須坂駅にほど近いイオン須坂駅前店や2024年（令和6年）9月に閉鎖した須坂ショッピングセンター パルムが位置する市の中心市街地では、市民や市街地の事業者からイオンモールにより市街地の一層の空洞化や顧客が流出することへの懸念の声や市の政策に疑問視する声も挙がった。

同時に、事業者からは、立地的な観点から市街地に位置するイオンモール松本と郊外に位置するイオンモール須坂との違いを出し、「須坂の場合は駐車場が倍近くあり、買い物がイオンモールで完結してしまう」ことや、「イオンモール効果で来店客が増加するのはイオンモール周辺のロードサイド店舗に限られ、須坂駅前や市街地が閑散とする可能性は十分考えられる」と提言した。
市の施策として、三木市長はイオンモールを想定したまちづくりや地域活性化戦略が重要とし、「イオンモールの効果をあらゆる方面に拡大できるよう戦略を練っていく」と述べた。開発の効果を市全体に波及させるための方策に、まるごと博物館事業や恋人の聖地事業、須坂市動物園や臥竜公園一帯、特色ある飲食店・事業所との連携を挙げ、デジタルやSNSを活用した情報発信にも積極的に取り組む考え。

市街地への誘客では「何よりも市内の各事業者の皆さまが積極的に誘客するという気持ちで魅力的な取り組みをしていただくことが重要。そのためにもイオンモールとの連携が有効」と答え、イオンモール内の店舗で買い物をした際に地元商店でも利用できるポイントの付与等をイオン側と協議しているとし、イオンモール須坂のゼネラルマネージャーは「イオングループのカードやキャッシュレス決済のポイントを市内外の事業者と相互利用できるようにする連携も提案している」と説明し、モールへの来客が地域を回遊する仕組みを構築すると話した。また、イオンモール内に「須坂市ブース（仮称）」を設け、市街地で営む事業者の物産を販売する等して市街地への誘客を図る。

市中心部に位置する須坂中央駐車場広場（須坂蔵の町スクウェア）にてイベントを定期的に開催したりして市街地への回遊性を図る施策を模索している。

### 長野市のイオンモール出店反対騒動
2004年（平成16年）に長野市郊外の篠ノ井東福寺地区にイオンの大型ショッピングセンターが進出する計画が浮上。長野オリンピックスタジアムに隣接する農業振興地域を開発し、敷地面積は19ha、店舗面積も7haと全国的にも例を見ない最大規模であった。イオン出店計画が明らかになってから1年後に反対運動は長野商店会連合会や長野商工会議所にも広がり、長野商店会連合会では大型店問題特別委員会を設置。イオンの計画は商業発展のみならず、都市機能を危うくすると1万5000人分の反対署名を集め、2005年（平成17年）10月、陳情書とともに鷲澤正一市長（当時）に提出した。長野商工会議所は地権者、商業者、建設業者、消費者、雇用者などあらゆる立場からの問題点を指摘したパンフレット1万部を配布した。
翌年2月7日、鷲澤市長が臨時記者会見を開き、イオンの出店をストップさせ、「出店は困難」との見解を示した。「農業振興と環境保全を図る市の計画と合致しない」「地域経済に与えるマイナスの影響が広範囲に及ぶ」として、また都市計画法など「まちづくり三法」の見直しで、大型店の郊外への出店規制を強化する国の動向（当時）も踏まえて判断した。同時に、人口減少や高齢化といった社会状況などを勘案し、市街化区域の郊外への拡大を抑制して、それまでの開発型から保全型への土地利用の転換を図る方針も示し、「大型店の出店は当面、既存市街地を中心とした出店に限定することが望ましい」と判断。市は農地の用途変更を認めず、出店手続きを進めない方針を明らかにしたことにより、イオンは計画を断念した。
その後、2015年（平成27年）に須坂市へのイオンモールの出店計画が明らかになった際、同年8月4日に長野商工会議所と長野市商工会、長野・篠ノ井・松代の商店会連合会は長野市役所を訪れ、イオンモール出店計画の白紙撤回に向け、須坂市などに働きかけるよう長野市の加藤久雄市長（当時）に要望、要望書を提出した。過去の反対した経緯から、長野商工会議所の会頭は「まちづくりの将来に悪影響を与える恐れがあり、極めて遺憾だ」と述べた。提出した要望書には、長野市内の消費者がイオンモールに流れる点や、地元の中小・零細小売店が減少する点、パートやアルバイトの雇用のみが増えるだけで定住人口は増加しない点などをあげた。対して加藤市長は「重く受け止めたい」と述べ、須坂市側に伝える考えを示した。「須坂市からまだ詳しく聞いていない」とした上で、中心市街地の空洞化を招きかねないなどとした。「情報を収集し、さまざまな観点から相談していく」とし、商業団体側と連携していく姿勢を示し、「計画地は優良農地なので国、県、須坂市がどう判断するか。みなさんの意見を聞いて須坂市に話したい。広域でどういうまちづくりがいいのかという観点から考えていく必要もある」と話した。
しかし、計画は覆らず須坂市にイオンモールが出店することが正式に決定した。隣接する長野市では「客を取られるのでは」と危機感を強め、市内の商店会や商店街組合は2023年（令和5年）3月に「長野市まんなかの会」を設立し共同でイベント情報を発信・PRを強化する考え。同年4月、荻原健司市長は定例記者会見で「（同市の事業者が悪影響を受けないよう）早急に対策に取り組んでいく」と語り、市内の店舗の紹介などを行い、イオンモール須坂の来店客が長野市内を回遊する施策に取り組むとした。
2024年（令和6年）7月、荻原市長と長野市の中学生との意見交換会が開催され、その場で中学生から大型商業施設を要望する意見があった。これに対し荻原市長は「（2005年頃の出店計画は）当時の市の判断として、『それはちょっと困るな、来てほしくないな』という時代があった」と述べ、「そうこうしているうちに須坂に今度、大きいのができるので…」と答えた。
同年9月9日、イオンモール須坂の開業を見据え、長野商工会議所など市内6団体の代表者らが荻原市長に要望書を提出した。既存の店の支援のためキャッシュレス決済の還元などによる早急な経済対策や雇用の支援策を求めた。各代表者からは「平日の客もイオンに流れてしまったら商店街にとっての死活問題だ」（篠ノ井商店会連合会会長）などの声があがった。

回遊等の施策で共存共栄を掲げる長野市は要望を受け、荻原市長は「脅威ということかもしれないし、逆に言えばチャンスということかもしれない。皆さんとしっかり議論を詰めていく最初の出発点」、「厳しい経済環境の中で、大型商業施設ができることへの心配はごもっともだ。しっかりと連携した取り組みを進めたい」とした。長野商店会連合会会長は「イオンができることは脅威に思っており、須坂に一つの街ができるような感じ。長野市にお客さんをとめておきたい」と危機感を口にしつつ、「イオンに行った客が長野市に戻って回遊してくれるのが共存共栄できる方策だと思う。市には様々な対処をしてもらえたらありがたい」とした。NHKの取材に対し、イオンモールは「長野市をはじめ近隣の市町村とはさまざまな協議を進めて参ります」と答えた。

## 交通アクセス

### 自動車
- 上信越自動車道須坂長野東インターチェンジより自動車で約5分。
  - 長野県道58号長野須坂インター線・国道403号沿い。

### 公共交通機関

#### 電車
長野電鉄長野線村山駅より徒歩約40分。
なお、かつては近隣に長野電鉄屋代線井上駅が存在していたが、イオンモールの出店計画が立ち上がる数年前の2012年（平成24年）4月1日に廃線となっている。

#### 路線バス
2025年（令和7年）秋に須坂駅と長野駅に発着する長電バス須坂屋島線と、屋代駅等に停車する屋代線代替路線バスの屋代須坂線がイオンモール須坂を経由して運行される予定。

## 備考
なお須坂市の郊外にイオンが出店するのはこれが初めてではなく、過去に長野電鉄村山駅前のショッピングセンター「ピオレ」の核店舗として「ジャスコ村山駅前店」を営業していたことがあった。同店舗は1987年（昭和62年）に開店したが、わずか15年後の2002年（平成14年）に閉店した。